# Duarte Cabral de Mello
Duarte Cabral de Mello (Lisboa, 1941 — Lisboa, 30 de Abril de 2013) foi um arquitecto português..
Terminou a licenciatura na Escola Superior de Belas-Artes de Lisboa em 1970.
Lecionou no Institute for Architecture and Urban Studies, Nova Iorque (1970-72) e na Faculdade de Arquitectura da Universidade Técnica de Lisboa.
Ao longo da década de 1970 fez diversos projectos na área da habitação: bairros sociais em colaboração com Maria Manuel Godinho de Almeida, Vítor Figueiredo; projectos para o Fundo de Fomento da Habitação, para a EPUL, para a Câmara Municipal de Setúbal, e para várias cooperativas de habitação em Alverca, Alto Zambujal e Vila Nova de Caparica. Projetou também, entre outros, equipamentos turísticos para Câmara Municipal de Ourique. Mais recentemente, fez o Plano de Urbanização do Centro Histórico de Braga. No seu currículo constam, ainda, vários Planos de Pormenor de Urbanização.

## Algumas obras e projetos[1]
- 1970 – Casa Barros Leite, Cascais.
- 1973 – Zona piloto de habitação, E.P.U.L., Restelo (em associação com Nuno Teotónio Pereira).
- 1974 – Adega Cooperativa de Labrujeira, projeto | Estudos e projetos, conjunto de 200 habitações para a E.P.U.L., Telheiras-Sul, Lisboa.
- 1975 – Projeto de 250 fogos para a C.M.S., Setúbal.
- 1975-76 – Ordenamento urbano e paisagístico e projeto de um conjunto de 800 habitações para o F.F.H.
- 1976-78 – Planos de pormenor para 2000 fogos para as cooperativas CHASA, SOCASA e CHUT.
- 1978 – Projetos de execução de 42 habitações para a C.M.A., Almada.
- 1978-80 – Agropecuária, Companhia da Lezíria.
- 1981 – Centro Cívico, V. N. Caparica, col. Maria Manuel G. Almeida.
- 1983-86 – Palacete na Lapa, reconversão, col. Maria Manuel G. Almeida.
- 1985-86 – Café concerto, Funchal, col. Maria Manuel G. Almeida e F. Caires.
- 1986 – Centro Universitário da Madeira, col. Maria Manuel G. Almeida.

Realizou  estudos de renovação urbana para o Department of Housing and Urban Development, Nova Iorque (1970), a Câmara Municipal de Lisboa (1980), a Câmara Municipal de Almada (1981-86) e para a Direção de Equipamento Regional e Urbano, Braga (1981-86).
Recebeu a Menção Honrosa (com Maria Manuel G. Almeida) no Plano de Renovação Urbana da Área do Martim Moniz, Lisboa, 1980.